# Hakob Gyurjyan
Hakob Gyurjyan  , nacido el 12 de diciembre de 1881 en Shusha y fallecido el 28 de diciembre de 1948 en París, fue un escultor armenio.

## Datos biográficos
Gyurjyan  nació en Shusha, estudió en la Academia Julián  en París y en el estudio de Auguste Rodin. 
De 1914 a 1921 trabajó en Moscú (Vladimir Lenin participó durante la inauguración de un monumento realizado por  Gyurjyan ). Desde 1921 vivió en  París.

## Obras
Es el autor de alrededor de 300 retratos escultóricos (Fiódor Shaliapin, Serguéi Rajmáninov, Ludwig van Beethoven, Terian, Yakulov, Sarian, etc.), también de las esculturas tituladas “Diana”, “Mujer desnuda”, “Adolescencia” y de otras esculturas también famosas. La Galería Nacional de Armenia posee y conserva una gran colección de los trabajos de Gyurjyan que fue donada por la viuda del escultor en 1958.
En 2006 la Biblioteca Nacional de Armenia presentó un exposición del escultor para conmemorar el 125o. aniversario de su nacimiento.